# Pedralba (Valencia)
Pedralba es una localidad y municipio español situado en la parte suroriental de la comarca de la Los Serranos, en la provincia de Valencia, Comunidad Valenciana. Limita con los municipios de Bugarra, Liria, Benaguacil, Villamarchante y Cheste. También limita con los municipios de Chiva, Gestalgar, Chulilla, Casinos y Domeño. Cuenta con una población de 3124 habitantes (INE 2024). Se trata de un municipio castellanohablante, en el que el castellano cuenta con el predominio lingüístico reconocido legalmente.

## Geografía
Situado en una zona de transición, al igual que Bugarra y Gestalgar, entre la comarca de Los Serranos y las del Campo de Turia y la Hoya de Buñol-Chiva. El relieve lo constituye una parte del piedemonte que se extiende entre la zona litoral y las sierras del interior, que en este término aparece ya bastante accidentado por una serie de elevaciones que adquieren el carácter de verdaderas sierras. Entre los montes más destacados se encuentran: la Torreta, la Pista, el Cerro Partido, la Peña Latrón, el Cerritico Redondo, la Serretilla, el Cerrito Royo, la Loma del Ferrer, el Cerro Mojón, y el vértice geodésico de tercer orden de Tarayola (El Mojón Alto). En todos ellos predominan los materiales cretáceos.
El río Turia atraviesa el término por su mitad, siguiendo una dirección NO – SE, formando una serie de terrazas cuaternarias con sus aluviones sobre los que se ha desarrollado una feraz huerta. A él afluyen los barrancos del Cuchillo, Chiva, la Salá y la Fuente de la Zorra. Destacan las fuentes de la Zorra, la Teja y la Salá. En el año 2010, se ha hecho una gran limpieza del río, quitando todas las cañas y creando nuevos caminos para ir al polideportivo y al campo de fútbol El Parral.
El paisaje agrícola tradicional que surge por todos lados lo constituye mayoritariamente el del cultivo de cítricos mediante riego localizado, quedando algún retazo de algarrobos allí donde no alcanza el regadío.
Muy diferente era este paisaje 40 años atrás momento que, ante la falta de regadío, predominaban los cultivos tradicionales mediterráneos: algarrobos, olivos, vides y cereales.

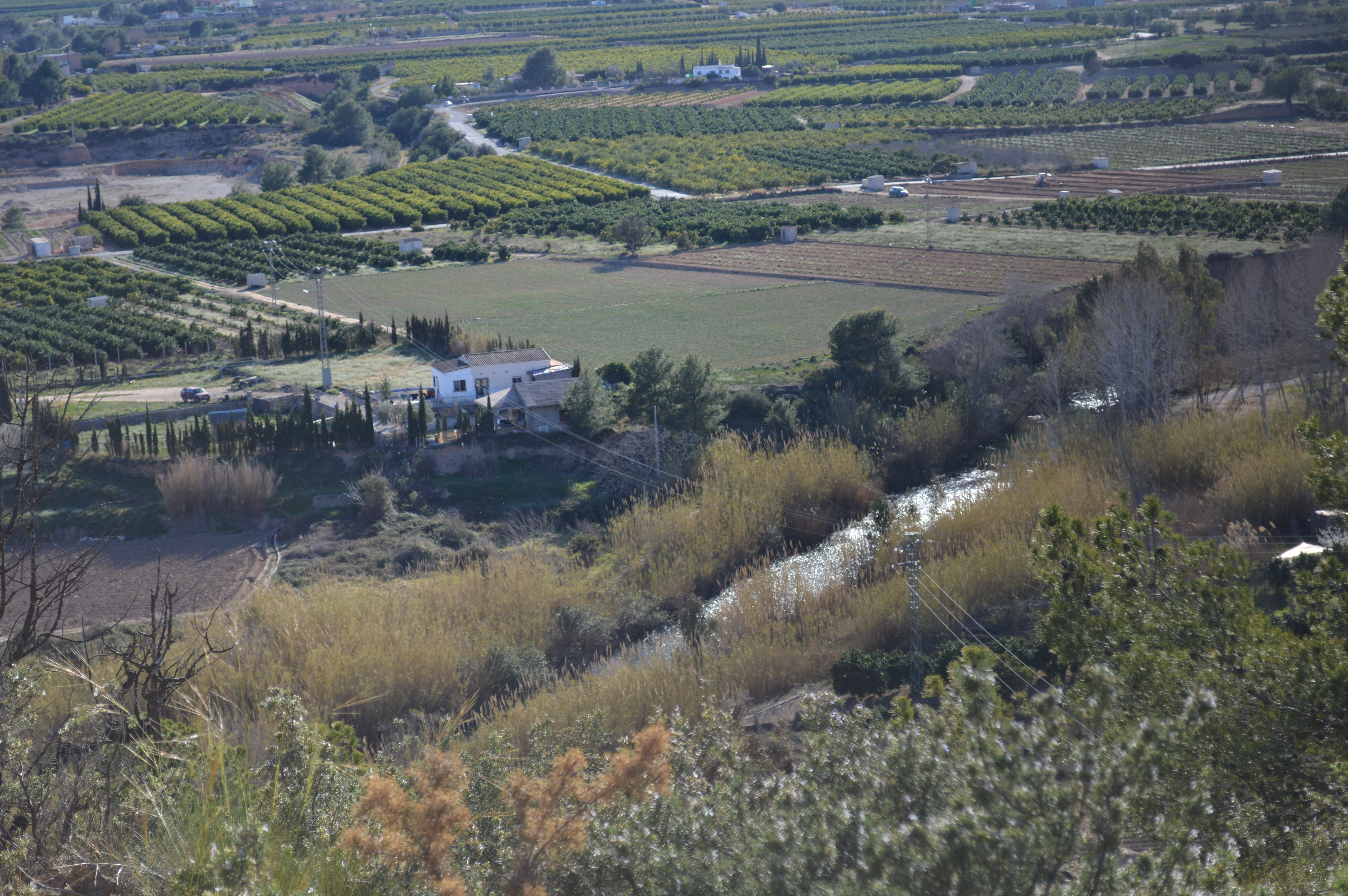
Vistas del río Turia

Su medio climático es típicamente clima mediterráneo.
Se tiene acceso, desde Valencia, a través de la CV-35, por la salida de Lliria (oest), tomando después la CV-376. Otra posibilidad es acceder a través de la A-3, por la salida de Cheste (complejo educativo), tomando la CV-378 y después la CV-380. Otra opción es acceder por la CV-370, que une Pedralba con Manises, por Villamarchante.

## Historia y atractivos culturales
Numerosos restos arqueológicos confirman los primeros asentamientos humanos correspondientes al periodo Mesolítico (9500 y 5000 a. C.).
En cuanto a los emplazamientos romanos destaca el viejo espacio habitado de La Cañada Larga - Mazcán - Cerrito Royo, donde se encontraba una importante villa a juzgar por la cantidad de hallazgos arqueológicos.
Desde el siglo VIII los musulmanes se asentaron en Pedralba y permanecieron hasta el 22 de septiembre de 1609, momento en el que se decretó su expulsión.
A partir de este momento se inicia un proceso de repoblación cuya plasmación documental opera en la Carta puebla de Pedralba el 25 de septiembre de 1611.
Paseando por sus calles se encuentran casas de principios y mediados del siglo XIX que conservan su estructura original; porches, cambras, terrazas, miradores, cuidados con esmero por sus vecinos. Del desarrollo económico vivido hace 100 años quedan casas señoriales en perfecto estado. El canal de la acequia madre jalona la calle de la Acequia que, con puentes y escaleras para acceder a las casas, posee gran singularidad.
En otras calles se encuentran restos de la antigua muralla, pero será más difícil distinguir los restos del Castillo, formando parte de muchas casas del municipio.
Alrededor de la plaza, las calles tienen un trazado irregular, recovecos y desniveles que revelan su origen medieval.

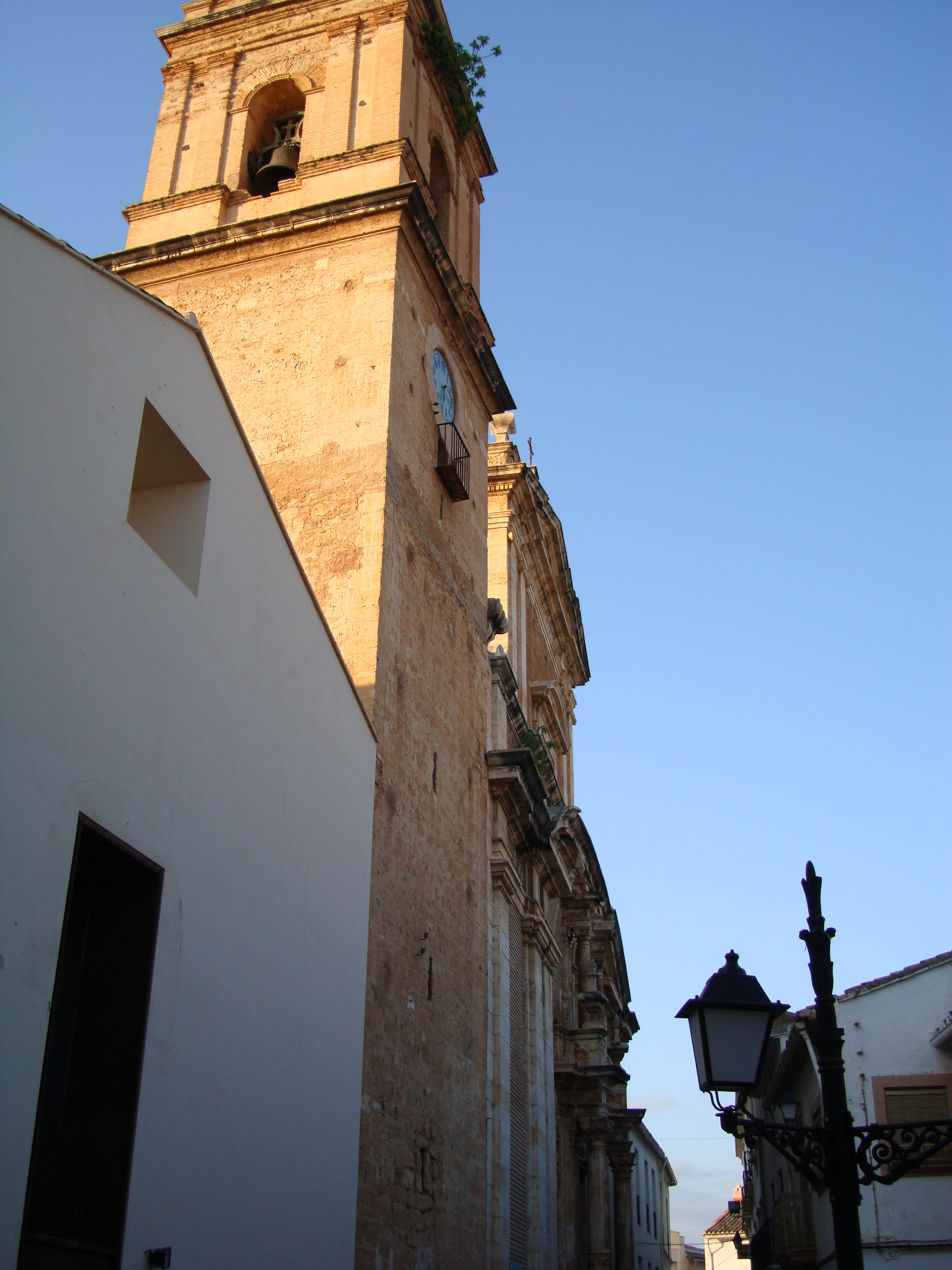
Iglesia parroquial

La iglesia es el monumento más importante de Pedralba. Está dedicada a la patrona del pueblo, la Purísima Concepción. Se halla cimentada sobre los restos de la mezquita, hasta el punto de que lo que hoy es la base de la torre fue en su día el minarete desde el que se llamaba al rezo. La edificación de la actual iglesia de estilo Barroco tardío se remonta a mediados del XVIII. Es posible que en su momento existiera intención de despejar una gran plaza frente a su extraordinaria fachada, cosa que nunca se hizo quedando asomada a una estrecha calle. En ella destaca su Altar Mayor, así como su peculiar fachada, ya que presentan muchas curiosidades. La fachada principal parece que sea totalmente simétrica, pero se encuentran diferencias en cada pilar como la representación de un sol en uno y una luna en otro, que representa el día y la noche. En el Altar Mayor, a cada lado de la Patrona, se puede observar un castillo y un pozo, que indican protección y sabiduría.
También se puede ver el icono más grande de toda Europa pintado en tabla. Es un icono del arte bizantino pintado por Francisco Arlandis, natural de la Real Parroquia de San Andrés Apóstol, en Valencia. También es conocido por pintar los cirios pascuales de muchas parroquias.

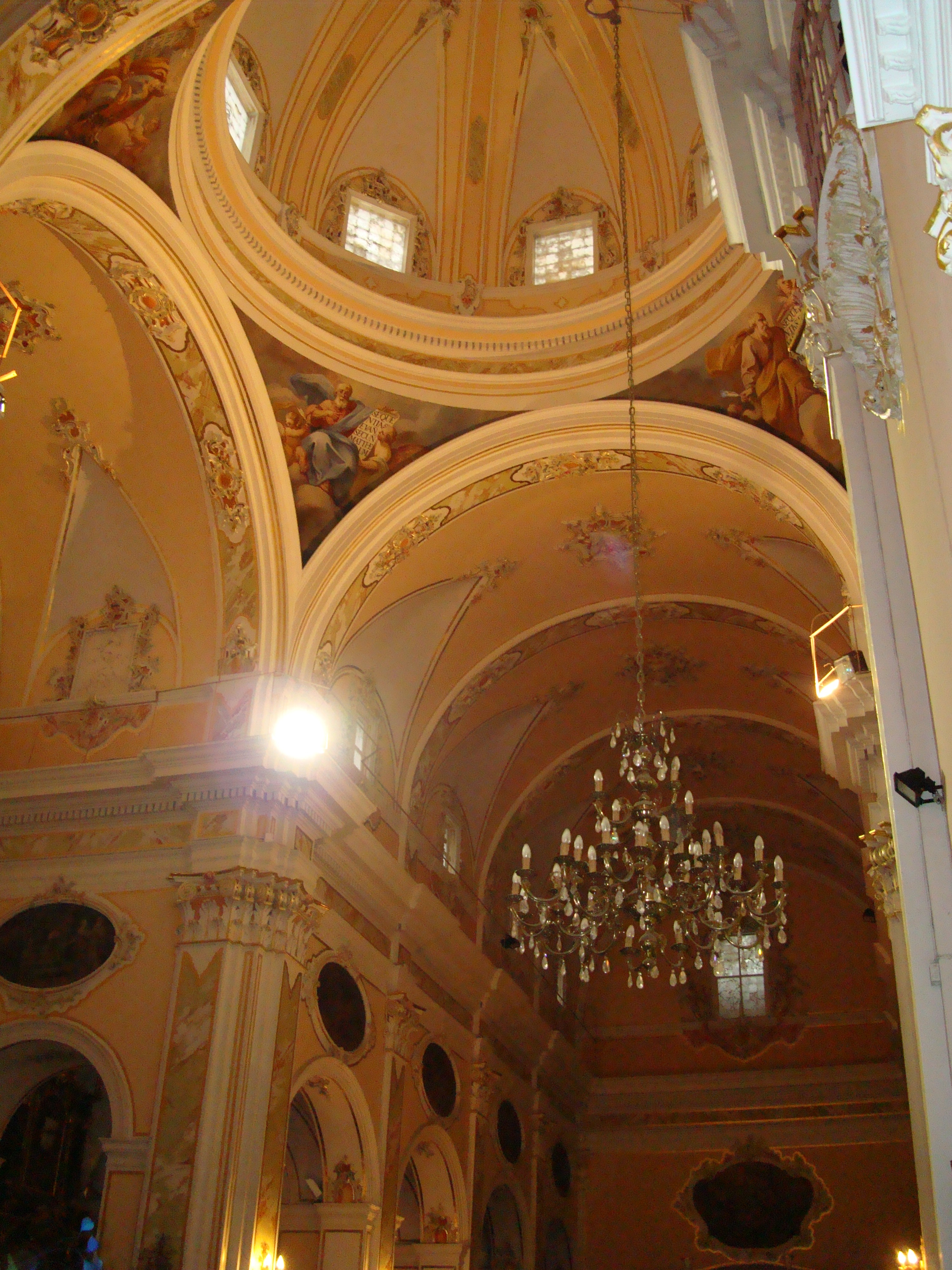
Interior de la iglesia de Pedralba

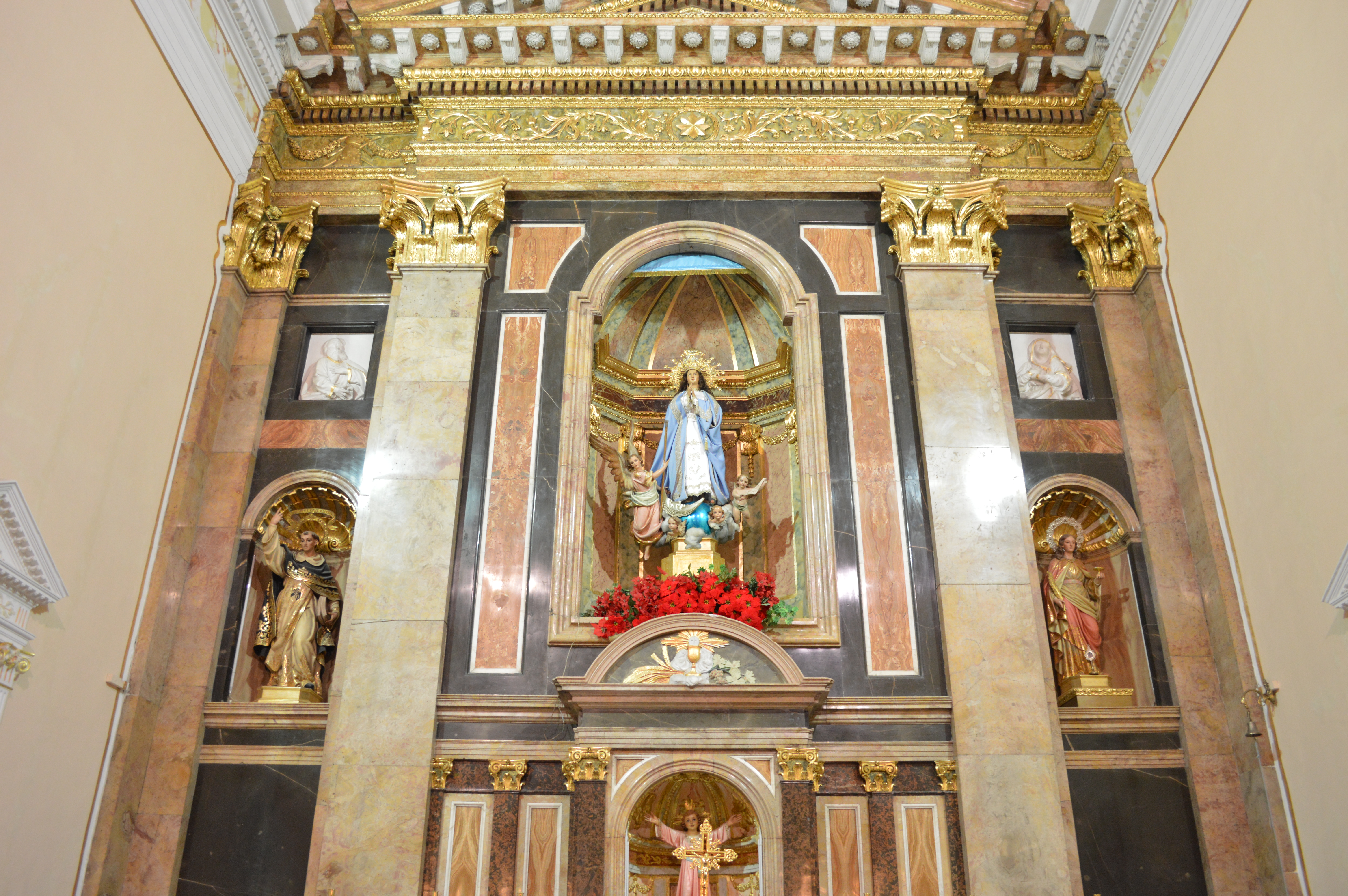
Altar Mayor con el retablo de la Purísima Concepción

Hay una historia sobre la patrona que cuenta que en tiempos de guerra, un hombre pedralbino estaba en su casa mirando el río cuando vio como una cabeza de mujer flotando en el río. El hombre pensó que era una mujer que se estaba ahogando y se tiró a salvarla. Al alcanzarla pudo comprobar que era la cabeza de la Virgen. El hombre la guardó en el interior del tronco de un árbol hueco. El hombre, por causas de la guerra se fue a vivir a Villamarchante. Cuando terminó la guerra regresó a por ella y la entregó al pueblo. Se hizo una nueva Virgen, poniendo la cabeza en su lugar. Antes de que se reformara, se podía observar como una parte de la cara era más oscura que la otra. Esta historia se transmite de padres a hijos
La Casa de la Cultura, está situada en el lugar que ocupó la antigua mezquita árabe, de la que conserva la torre, y antes, se situó una iglesia cristiana, cuya estructura arquitectónica mantiene.
La ermita de la Virgen de Luján es de construcción moderna, estando actualmente inacabada. La imagen que preside la ermita fue traída desde Argentina. El edificio se encuentra ubicado en el Alto del Puente, mirador natural desde donde se contempla una espléndida panorámica del pueblo junto al río.
El Museo de Arte Moderno y Contemporáneo 'PEDRALBA 2000' es un interesante recinto donde admirar las obras más recientes del arte español y europeo. En su interior se pueden ver obras de con artistas como Canogar, Saura, Feito, Sempere, Mompó, etc. Está ubicado en una antigua casa de labranza totalmente reformada.
Dos bandas de música: la Banda Democrática y la Sociedad Musical La Popular y varias asociaciones activan también la vida cultural en Pedralba, promoviendo actividades tanto lúdicas como culturales.
Artesanalmente se realizan trabajos de herrería (rejas y balcones), así como el habilidoso trabajo de "fascar" esparto. Los habitantes de Pedralba elaboraban artesanalmente el vino en las bodegas que tenían en muchas casas, dada la importancia del cultivo de la vid antiguamente.

## Lengua
A pesar del predominio del castellano, este tiene en Pedralba una base aragonesa y con influencias del valenciano. A esta lengua en la localidad se le conoce como pedralbino, aunque también se le denomina como lengua churra, o simplemente "churro".
La documentación existente en los fondos municipales de la localidad están escritos en lengua valenciana.
Existía la teoría de que, la forma castellana hablada actualmente, era por la repoblación mayoritariamente aragonesa, que tuvo lugar en el siglo XIII bajo el reinado de Jaime I el Conquistador en las zonas interiores del Reino de Valencia. Pero esta teoría no es correcta para todos los pueblos de habla castellana del interior valenciano.
Lo cierto es que, tras el decreto de expulsión de los moriscos valencianos en el año 1609, y su efectiva expulsión, los habitantes de Pedralba mermaron en gran parte, quedando casi despoblada. Esto provocó políticas de repoblación de ciudadanos de otras localidades, tanto del territorio valenciano como de otras comarcas aragonesas. Es entonces, a partir estos nuevos pobladores, que surgió la lengua que se habla en la actualidad, llamada coloquialmente pedralbino, también conocido como "churro".
Después de un tiempo de convivencia, acabó predominando el castellano de base aragonesa (con características dialectales propias), pero también con algunas influencias del valenciano.
Debido a esta singularidad, se publicó en 1969 un "Minidiccionario Pedralbino-Castellano", del autor Santiago Vela Cavero.

## Demografía
Pedralba (Valencia) cuenta con una población de 3124 habitantes (INE 2024).
| Gráfica de evolución demográfica de Pedralba entre 1842 y 2021                                                      |
| |
| Población de derecho según los censos de población del INE Población de hecho según los censos de población del INE |

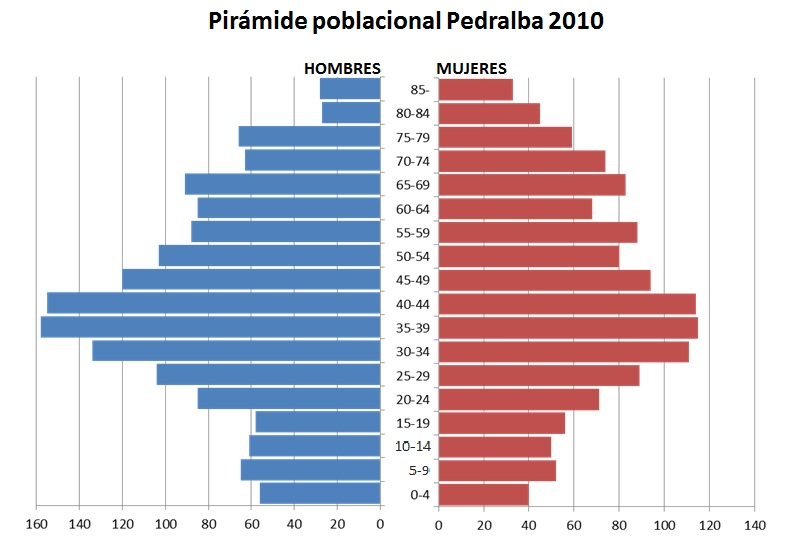
Pirámide Poblacional de Pedralba en el 2010

Aunque la población se triplicó durante el siglo XIX, registrando en 1900, 2983 habitantes, durante el siglo XX ha venido sufriendo una constante recesión, motivada por la emigración, acelerada en los últimos años como consecuencia del éxodo rural y la ausencia de industrias capaces de ofertar puestos de trabajo a los jóvenes.

## Economía
Su economía es básicamente agrícola, fundamentada en la antigüedad por la vid, con la cual Pedralba se ganó el título de "cuna del vino" y actualmente en los cítricos.
El cultivo de la vid fue fundamental para la economía pedralbina desde el principio de su historia. Pedralba era una gran productora de pasas, elaboradas con las uvas de una variedad autóctona denominada Plantafina o Planta de Pedralba. El cultivo de vides para la elaboración de vinos empezó a partir de la repoblación con cristianos viejos en 1610, pero no alcanzó gran desarrollo hasta mediados del siglo XIX, llegando a sobrepasar y eliminar al ancestral de la pasa.
En el monte hay vegetación de pinos, matorral y esparto. La superficie labrada estaba dedicada en su mayor parte a la vid y el algarrobo seguía en extensión al viñedo, pero en la actualidad predominan los cultivos de regadío, fundamentalmente naranjas y mandarinas. Otros cultivos son el olivo y los cereales, este último prácticamente ya inexistente. La ganadería tiene una importancia secundaria. El sector industrial apenas está desarrollado, estando antes dedicado a los sub derivados de la vid (vinos, mistelas y alcoholes).

## Administración y política
Al llegar la democracia a España, el primer alcalde electo fue D. José Calduch Perona, del partido UCD.
Tras el primer mandato que fue muy duro —había que empezar de cero— dejó el cargo y tras nuevas votaciones, salió alcalde el vecino D. Rafael Cervera Calduch en la Candidatura del PSOE como independiente y se convierte tras ganar las elecciones en líder del PSOE de Pedralba. Fue elegido alcalde 4 elecciones seguidas. Después de esas 4 elecciones, dejó el cargo. Se hicieron nuevas votaciones y tuvimos dos alcaldes: D. Abel Garrido Andrés del PSOE, que legisló dos años y Dª Marina Daúd Picó del EU los otros dos años restantes. Las siguientes elecciones, fueron ganadas por Abel Garrido Andrés.
Tras 24 años de poder socialista, el Partido Popular logra ganar las últimas elecciones celebradas en el año 2007, siendo el nuevo alcalde D. Roberto Serigó Andrés.
Como se puede observar, el Partido Socialista ha logrado ganar 6 elecciones y una de ellas fue compartida con EU. El Partido UCD fue el ganador de las primeras elecciones y el Partido Popular el ganador de estas tres últimas elecciones y siempre con mayoría absoluta.
| Periodo   | Nombre                                                                                                 | Partido        |
| --------- | --- | -------------- |
| 1979-1983 | José Calduch Perona                                                                                    | UCD            |
| 1983-1987 | Rafael Cervera Calduch                                                                                 | PSPV-PSOE      |
| 1987-1991 | Rafael Cervera Calduch                                                                                 | PSPV-PSOE      |
| 1991-1995 | Rafael Cervera Calduch                                                                                 | PSPV-PSOE      |
| 1995-1999 | Rafael Cervera Calduch                                                                                 | PSPV-PSOE      |
| 1999-2003 | Marina Daúd Picó (1999-2001) Pacto Turno Alcaldía Abel Garrido Andrés (2001-2003) Pacto Turno Alcaldía | EUPV PSPV-PSOE |
| 2003-2007 | Abel Garrido Andrés                                                                                    | PSPV-PSOE      |
| 2007-2011 | Roberto Serigó Andrés                                                                                  | PP             |
| 2011-2015 | Roberto Serigó Andrés                                                                                  | PP             |
| 2015-2019 | Roberto Serigó Andrés                                                                                  | PP             |
| 2019-2023 | Sandra Turégano Cabañero                                                                               | PP             |
| 2023-act. | Andoni León Sáenz                                                                                      | PSPV-PSOE      |

## Cultura

### Patrimonio
- Iglesia parroquial. De estilo Barroco y dedicada a la Inmaculada Concepción de la Virgen.
- Calvario.
- Ermita de la Virgen de Luján. La imagen de la patrona de Argentina, Uruguay y Paraguay fue traída de América en 1969.
- "La Torreta". Cruz-monumento que se alza en lo alto de una colina.
- Museo de Arte Moderno y Contemporáneo PEDRALBA 2000

### Fiestas locales

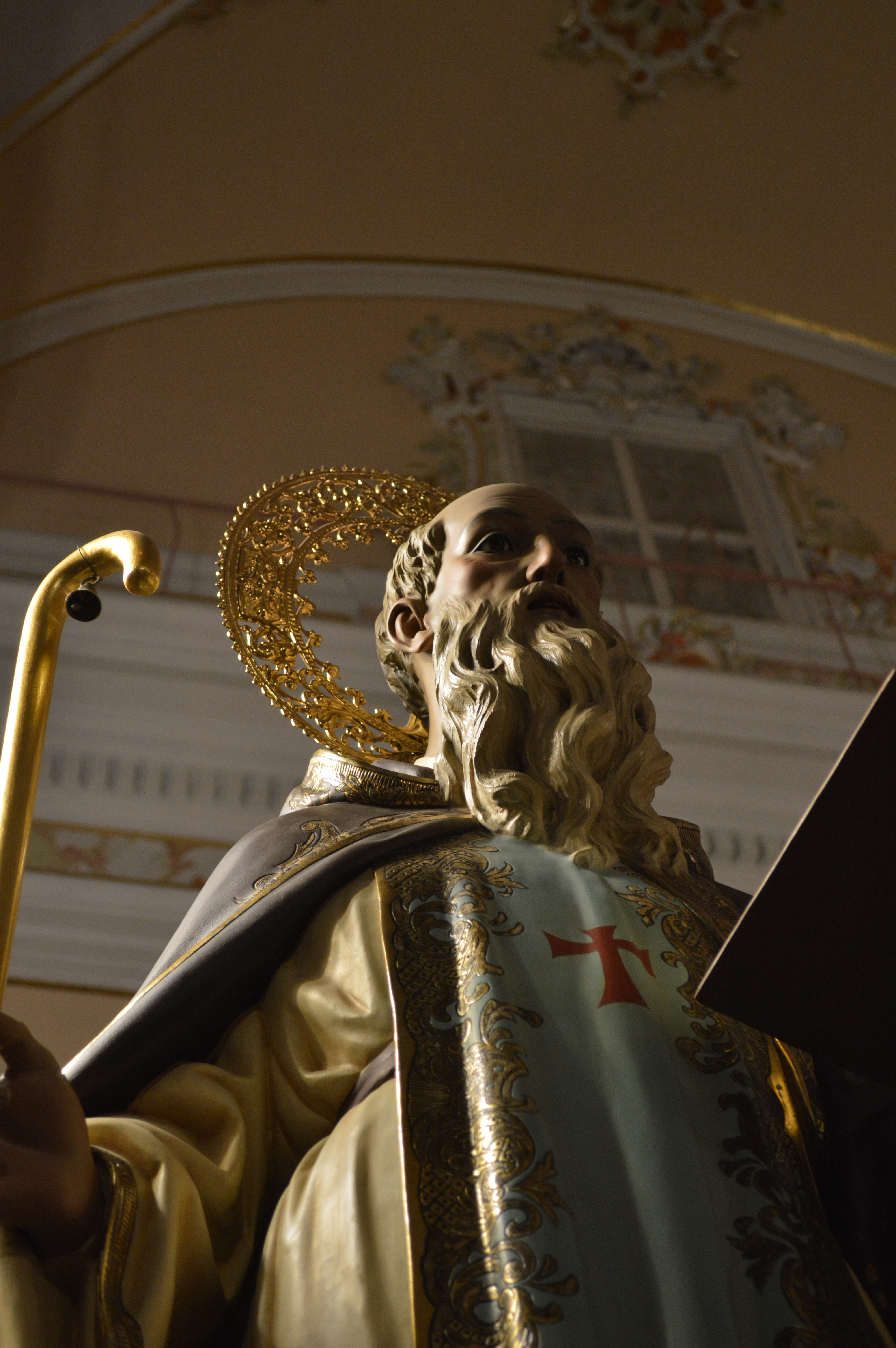
Imagen de San Antonio Abad

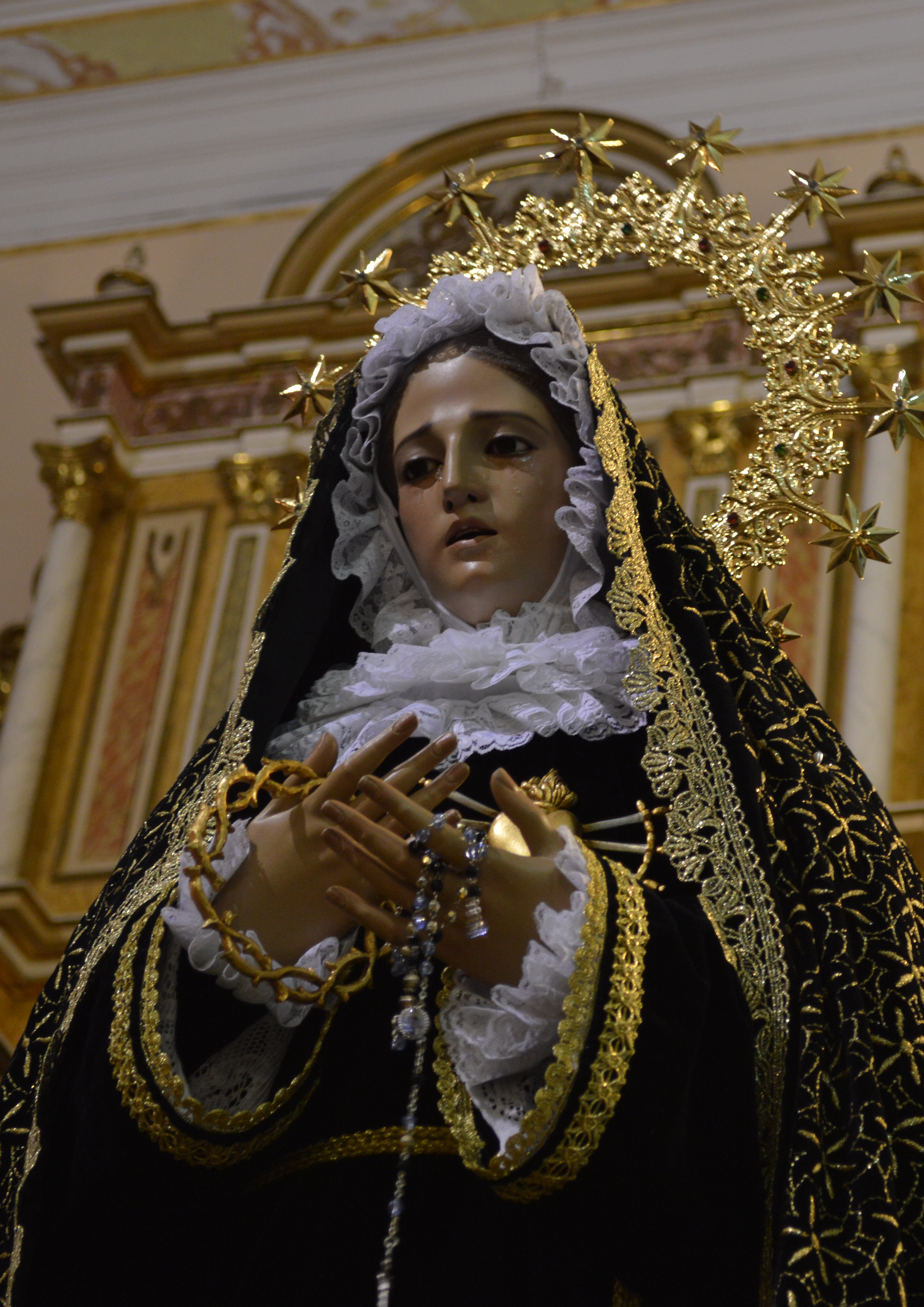
Dolorosa a quien también se le rinde culto en las fiestas patronales

- Fiestas Patronales. Se celebran en la semana correspondiente al 17 de enero, y los siguientes fines de semana en honor del patrón. El 16 de enero se quema una hoguera en la plaza que preparan los festeros de San Antón. Al día siguiente una bendición de animales; seguido de una misa y la tradicional "dispará". Al día siguiente misa y procesión con la dolorosa y San Antón. Después una semana de "bous al carrer". Son fiestas llenas de tradición donde todo el pueblo se une para ver pasar a su patrón por las calles del pueblo.
- Fiestas de verano. Tienen lugar durante la primera semana de agosto. Son las fiestas más importantes del pueblo.
- Fiestas de la Purísima concepción Se celebra la última semana de mayo; en esta fecha, se traslada la imagen de la virgen a la casa de una soltera y pasa ahí la noche. En el 2009 se celebró el cincuenta aniversario de la coronación.

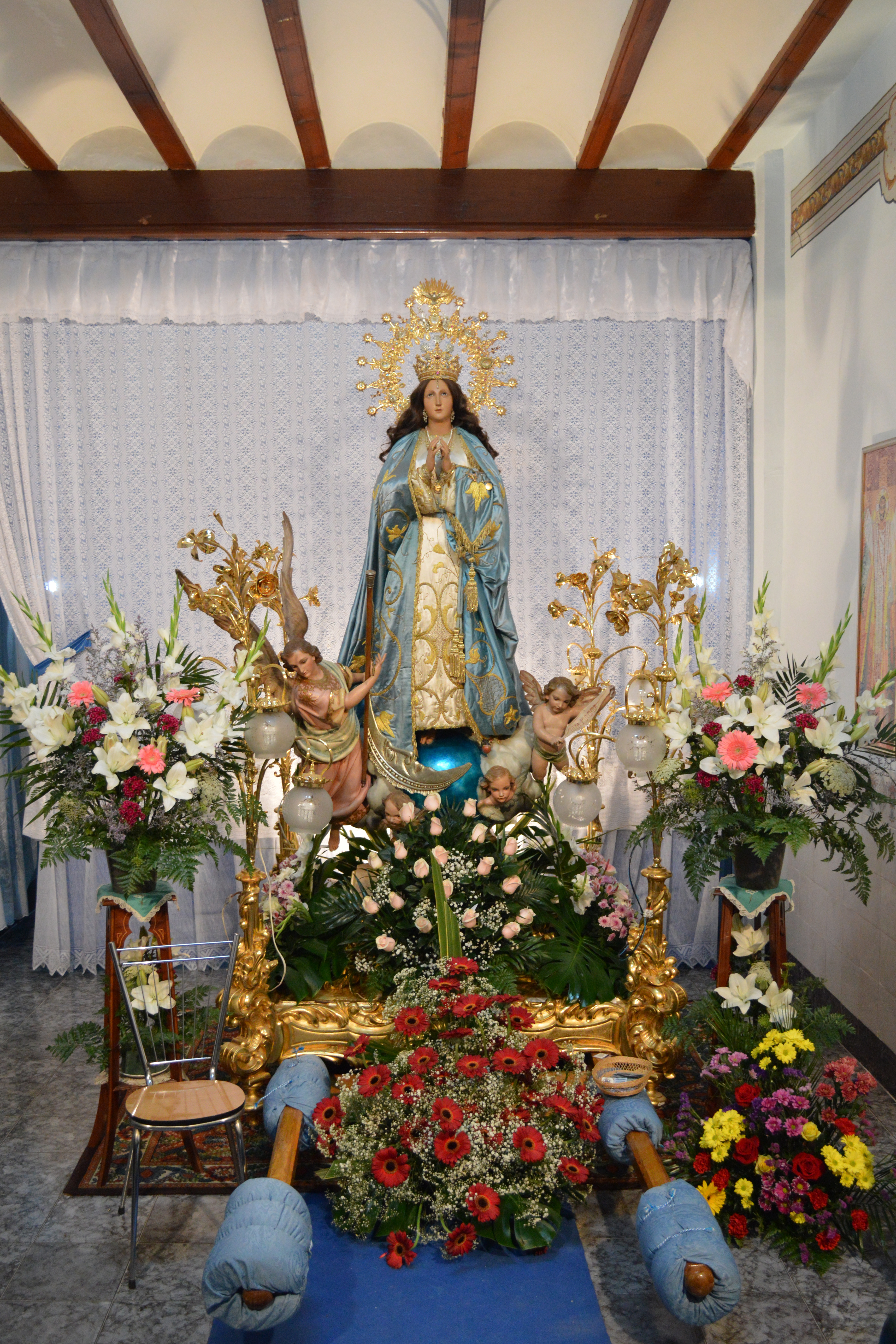
Imagen de la Inmaculada Concepción en una casa por la festividad de las Hijas de María en Pedralba como conmemoración de la Coronación de la imagen.

- Fiestas de la peña `El Cuerno´ se celebran a cargo de la peña y es un fin de semana taurino.
- Fallas Se celebran desde hace poco y es una semana después de las de valencia.
- Santa Cecilia Se celebra en el mes de noviembre por la Sociedad Musical "La Popular" de esta población. Realizan un concierto, pasacalles y comidas. En este acto, entran también los educandos de la sociedad como músicos a la banda.

### Leyendas
Cuenta la leyenda que un bandido llamado Santacruz tenía una novia que gustaba al alcalde del pueblo. Para quedarse con ella el alcalde envió a Santacruz a la cárcel, donde además fue torturado por sus carceleros. Años más tarde cuando salió de prisión se vengó matando al alcalde y a los carceleros. Tras lo sucedido le condenaron a muerte. El día de la ejecución lo llevaron a la plaza del pueblo y ataron cuerdas en todas sus extremidades y en su cuello. En los extremos de las cuerdas había un caballo que tiraba en dirección opuesta al resto. Cada caballo estaba en una de las cinco calles que desembocan en la plaza (calle Mayor, calle de la iglesia, la Rocha Almerich, calle María Pla y calle de San Roque). Cuentan que la cabeza la enterraron bajo la cruz de la Torreta, un brazo en la entrada de Pedralba por Villamarchante, el otro por la de Bugarra y el tronco por la de Lliria.

## Gastronomía
Sus platos típicos, sabrosos y recomendables, son:
- "Olla de Pedralba" (variante de la Olla churra). Es un guiso de carne de cordero, carne y embutido de cerdo, alubias, patata y cardos.
- Carne a lo Pastor. Plato sustancioso y alimenticio cuyo principal ingrediente es la cabeza de cordero guisada una salsa picante, especias y almendras picadas.
- Coca con "tajás". Corona de pan en la que se incrustan trozos de tocino, chorizo y longaniza, y que se asa al horno.
- Embutidos de cerdo elaborados artesanalmente.
- Pastelicos de moniato.
- "Mantecaus d'almendra" que se elaboraban típicamente para las fiestas de San Antón y que se pueden degustar en los hornos de Pedralba, actualmente.
- El Bufón, una empanadilla grande rellena de patatas y embutido, generalmente dos longanizas y un chorizo. Se suele comer el día de la Hoguera de San Antón el 16 de enero. En los últimos años, también, se está generalizando en las fiestas de verano.